# Slack
Slack是由Slack Technologies所开发的一款基于雲端運算的即時通訊軟體，現屬赛富时所有。Slack這個詞其實是一個縮寫，意思是“所有可搜索的会话和知识日志”（Searchable Log of All Conversation and Knowledge）。
用户可以在私人聊天室或名为「工作区」（Workspace）的社区内通过文本消息、文件和媒体、语音和视频通话进行交流。Slack可以通过网页浏览器访问，Windows、Linux、MacOS、Android 和iOS都有专用的應用程式。

## 历史
Slack最初是斯图尔特·巴特菲尔德的公司Tiny Speck开发网络游戏《Glitch》期间用來交流的内部通訊工具。Slack于2013年8月正式推出。
2015年3月，Slack聲稱它在2015年2月遭到駭客入侵，持續時間長達4天，而且某些用戶資料遭到破壞。這些資料包含电子邮件地址、用户名、哈希密码（Password Hash）以及有些與用戶帐户相关联的电话号码和Skype ID。後來Slack为防範攻击而在其產品中添加了多重要素驗證。
2020年2月1日Slack Technologies和赛富时宣布达成协议赛富时将以约277亿美元的价格收购该公司，这是当时最重要的科技收购之一。
2022年12月5日赛富时宣布斯图尔特·巴特菲尔德将离开Slack，並由赛富时执行副总裁Lidiane Jones接任。